# Borna Disease Virus 1 (BoDV-1)

Schemazeichnung eines Virions der Gattung Orthobornavirus

Das Borna Disease Virus 1 (BoDV-1), auch als „Virus der Borna’schen Krankheit“ bezeichnet; früher abgekürzt BDV, ist ein Virus aus der Spezies Orthobornavirus bornaense. Es ist ein behülltes Virus mit einem Erbgut aus negativsträngiger, nichtsegmentierter RNA – ss(–)RNA – in der Gattung Orthobornavirus (früher Bornavirus) und damit zur Familie Bornaviridae gehörig. BoDV-1 ist das erste beschriebene Virus der Familie. Sein nächster Verwandter ist das zur selben Spezies gehörende Borna Disease Virus 2 (BoDV-2). Inzwischen sind weitere Orthobornaviren bei verschiedenen Säugetieren, Vögeln und Schlangen entdeckt worden, darunter das Bunthörnchen-Bornavirus (englisch variegated squirrel bornavirus 1, VSBV-1, Spezies: Orthobornavirus sciuri).
BoDV-1 ist der Erreger der Borna-Krankheit, einer oftmals tödlichen neurologischen Erkrankung bei Pferden, Schafen, Igeln, Bibern, Neuweltkameliden (darunter Alpakas) und anderen Säugetieren. Bei selten auftretenden Infektionen des Menschen kann es ebenfalls eine schwere Enzephalitis mit zumeist tödlichem Ausgang hervorrufen. Der einzige bisher bekannte Reservoirwirt des BoDV-1 ist die Feldspitzmaus (Crocidura leucodon), die selbst nicht an der Infektion erkrankt.

## Merkmale
In die Hülle der Viruspartikel (Virionen) ist das Glykoprotein (G) eingelagert. Dieses Protein vermittelt die Bindung des Virus an die Wirtszelle und bewerkstelligt auch den Verschmelzungsvorgang (Fusion) mit der Membran der Zielzelle. Auf der Innenseite der Hülle befindet sich das Matrixprotein (M). Ferner befindet sich im Virusinneren das RNA-Genom, das mit dem Phosphoprotein (P), dem Nukleoprotein (N), der viralen Polymerase (L) und einem kleinen Protein X (p10) verbunden (assoziiert) ist. Eine Besonderheit der Bornaviren ist, dass Transkription und Genomreplikation, anders als bei den übrigen Vertretern der Mononegavirales, im Zellkern ablaufen. Das Virus nutzt die dortige Spleißmaschinerie um durch Alternatives Spleißen aus einem Vorläufertranskript drei verschiedene mRNAs zur Synthese der Proteine M, L und G herzustellen.

## Meldepflicht
Für den direkten Nachweis humanpathogener Bornaviren, also auch für das BoDV-1, beim Menschen besteht nach § 7 Infektionsschutzgesetz (IfSG) in Deutschland eine namentliche Meldepflicht. Der direkte Nachweis von Bornavirus-Infektionen bei Säugetieren ist in Deutschland ebenfalls meldepflichtig (§ 1 in Verbindung mit der Anlage der Verordnung über meldepflichtige Tierkrankheiten und der Falldefinition).

## Vorkommen in Deutschland
Siehe Borna-Krankheit: Übertragungswege und Verbreitung.